# Belle Ferronnière
 Belle Ferronnière  este o pictură realizată de Leonardo da Vinci între anii 1490 și 1496, aflată la Muzeul Luvru din Paris.

## Descriere
Personajul din opera lui Leonardo ar putea fi Lucrezia Crivelli.